# 불바르 로코솝스코보역 (소콜니체스카야선)
불바르 로코솝스코보 역(러시아어: Бульвар Рокоссовского)은 러시아 모스크바에 있는 모스크바 지하철 소콜니체스카야 선의 역이다. 1990년에 개장했다. 현재 소콜니체스카야 선의 기점이다. 역은 오전 5시 30분에 문을 열며 다음날 오전 1시에 문을 닫는다. 과거에는 울리차 포드벨스코보 역(러시아어: Улица Подбельского)이라는 이름을 사용했다.

## 역사
옛 이름인 울리차 포드벨스코보란 이름은 러시아어로 '포드벨스키 거리'라는 뜻이다. 이 이름은 10월 혁명 당시 볼셰비키 혁명가였던 바딤 포드벨스키에서 따왔다. 1991년 세베로-보스토츠나야(북동역)란 이름으로, 1992년에는 이반테옙스카야로 이름이 잠시 바뀌기도 했다. 2014년 7월 8일에 울리차 포드벨스코보 역이 불바르 로코솝스코보 역(Бульвар Рокоссовского)으로 이름을 바뀌었다.

## 설계
역은 전체적으로 산업적인 디자인을 띄고 있으며, 바닥은 검은 화강암, 벽은 금속 제질의 타일로 포장되어 있다.

## 환승
불바르 로코솝스코보 역에서는 모스크바 중앙 순환선의 불바르 로코솝스코보 역으로 간접 환승할 수 있다.